# 朱锡华
朱锡华（1922年—2008年12月15日），男，汉族，黑龙江哈尔滨人，中国微生物学家、免疫学家，曾任第三军医大学教授、博士生导师，中国免疫学会副理事长。